# Gaularfjellet

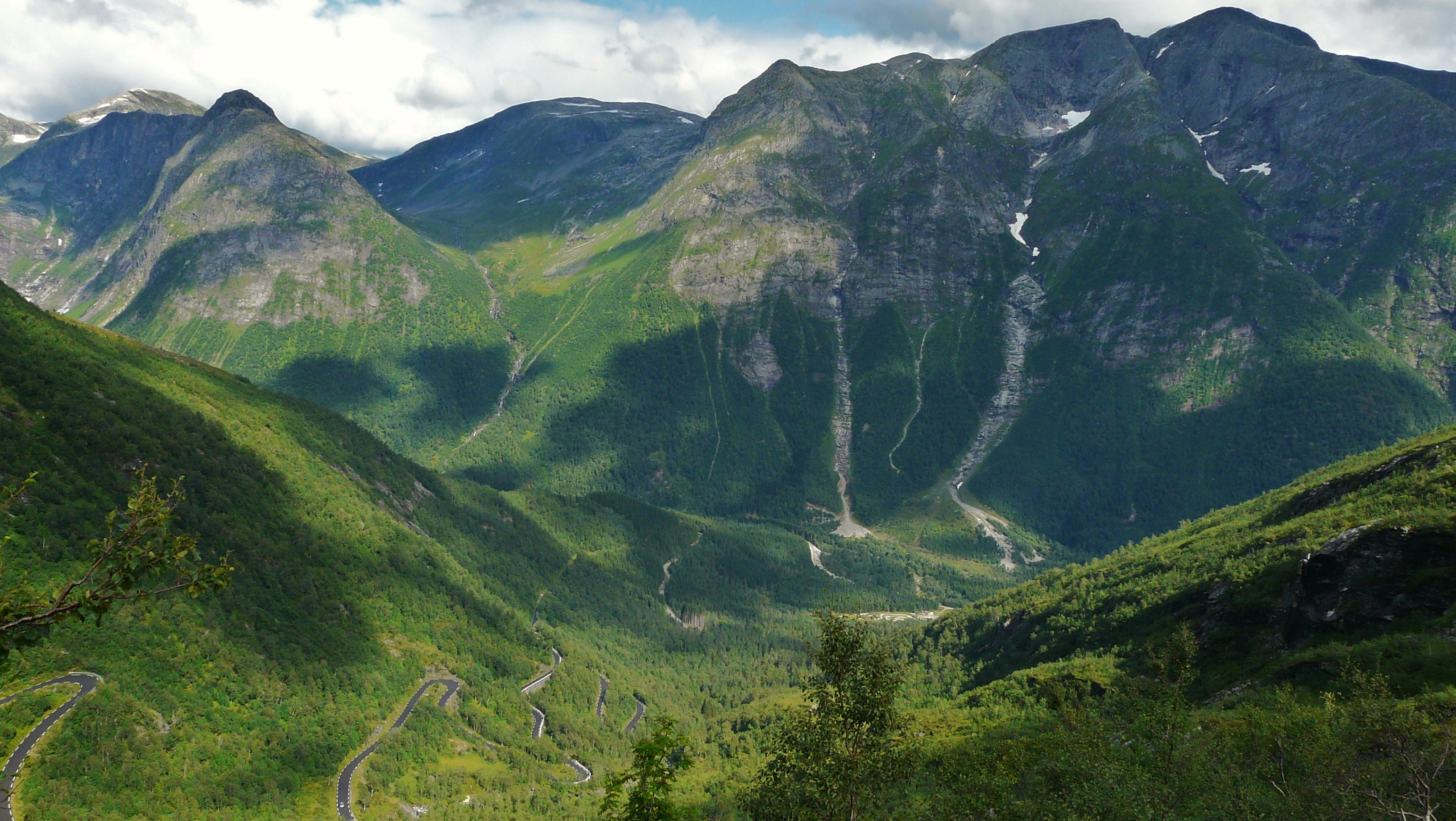

Gaularfjellet is een nationale toeristenweg in Noorwegen door het gelijknamige berggebied. De 114 kilometer lange bewegwijzerde route loopt van Balestrand tot Moskog en van Eldalsosen tot Sande, via fylkesvei 55, fylkesvei 613 en fylkesvei 610. De toeristenweg werd ingericht in 2017.